# Arroyos y Esteros

Arroyos y Esteros ("Arroios e Esteiros", em português) é um distrito do Paraguai, localizado no departamento de Cordillera, a 67 km de Assunção.

## Transporte
O município de Arroyos y Esteros é servido pelas seguintes rodovias:
- Caminho em pavimento ligando a cidade ao município de Tobatí
- Ruta 03, que liga a cidade de Assunção ao município de Bella Vista Norte (Departamento de Amambay).[1][2][3]